# The Chicago Manual of Style

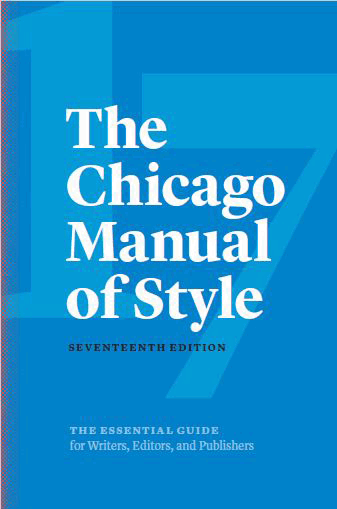
The Chicago Manual of Style, 17:e uppl. (2017)

The Chicago Manual of Style (förkortad som CMOS eller CMS) är en stilhandbok eller -manual för amerikansk engelska, som innehåller en stor uppsättning av skrivregler och standarder för texter, för formatering och typografi och för utformning av dokument. CMOS behandlar alla aspekter av engelsk redigering från grammatik, språkbruk och skiljetecken, referensangivning, till regler eller principer för sammanställning av dokument. CMOS har publicerats sedan 1906 av University of Chicago Press och den 17:e upplagan utkom 2017. CMOS är tillgänglig både som tryckt publikation och online (The Chicago Manual of Style Online).
CMOS används inte bara i USA utan också globalt, framför allt inom den akademiska världen, som ett av de viktigaste referensverken för texthantering och publicering.